# Delchev Ridge
Delchev Ridge (bulgarisch Делчев хребет Deltschew chrebet) ist ein 10 km langer Gebirgskamm auf der Livingston-Insel im Archipel der Südlichen Shetlandinseln. Er ist der östliche Gebirgszug der Tangra Mountains und erstreckt sich vom Devin Saddle in ostnordöstlicher Richtung bis zum Renier Point.
Kartierungen erfolgten 1968 durch britische und 1980 durch argentinische Wissenschaftler. Die bulgarische Kommission für Antarktische Geographische Namen benannte ihn 2002. Sein Name leitet sich von demjenigen des Delchev Peak ab, der nach dem bulgarischen Freiheitskämpfer Georgi Nikolow Deltschew (1872–1903) benannt ist.